# Província de Khénifra
La província de Khénifra (en àrab إقليم خنيفرة, iqlīm Ḫanīfra; en amazic ⵜⴰⵙⴳⴰ ⵏ ⵅⵏⵉⴼⵔⴰ, tasga n Xnifṛa) és una de les províncies del Marroc, fins 2015 part de la regió de Meknès-Tafilalet i actualment de la de Béni Mellal-Khénifra. Té una superfície de 12.320 km² i 511.538 habitants censats en 2004. La capital és Khenifra.

## Divisió administrativa
La província de Khenifra consta de 3 municipis i 27 comunes:

### Municipis
- Khenifra
- M'Rirt